# 方大同
方大同（英語：Khalil Fong Tai Tung，1983年7月14日—2025年2月21日），美籍香港創作男歌手、音樂製作人，出生於夏威夷。父親方亦光（英語：Les Fong）為華裔美國人，母親梁茹嵐為香港人。曾在上海和廣州成長，1997年定居香港。2005年發行首張個人專輯《Soulboy》踏入歌壇。2008年奪得《叱咤樂壇流行榜頒獎典禮》「叱咤樂壇男歌手金獎」，是該頒獎禮成立以來最年輕、出道年資最淺的男歌手金獎得主，也是首位21世紀出道奪得金獎的男歌手。曾6次提名台灣金曲獎最佳國語男歌手獎，並於2017年憑專輯《JTW 西遊記》獲獎；2021年憑歌曲〈麵麵〉獲得第32屆金曲獎最佳單曲製作人獎。

## 生平

### 早年生活
方大同出生於夏威夷，為家中的獨生子；他在夏威夷讀過一年小學後轉至上海天山一小就读。父親萊斯利·方二世（方亦光 Leslie Fong，1947年5月6日—2023年6月）是名職業鼓手，叔叔布萊恩·方（Brian Fong，1948年7月3日—）是本地演員，祖母弗蘭西斯·方（Frances Fong，1927年9月22日—2012年10月24日）亦為本地演員。母親梁茹嵐從事英語教育工作。因父母工作緣故，方大同12歲搬家至廣州，14歲至香港，他也自小學畢業後便以美國函授課程學習至高中畢業。他曾在4歲時看了一部有關音樂人的電影《La Bamba》，而開始對音樂及舞台表演產生濃厚興趣，自小就不時會在朋友的派對和社區活動上表演唱歌。方大同的高等教育和樂器皆是自學，他在15歲時自學吉他、18歲自學鋼琴。鍾情的音樂類型以1950至1970年代的懷舊藍調、靈魂樂等黑人音樂為主，偶像為史提夫·汪達、馬文·蓋伊、球風火、麥可·傑克遜、埃里克·克莱普顿、布赖恩·麦克奈特、約翰·梅爾、Musiq Soulchild等人，對其日後的音樂創作有顯著影響。

### 音樂生涯
方大同自高中畢業後陸續寄創作Demo至唱片公司，其中香港華納唱片有合作意願，但礙於他當時年紀太小及公司高層異動導致合約談了五年。期間方大同為母親的英語幼教課程NEW BEAT編寫近百首兒歌，並且為該教材的英文發音錄音。同時方大同也先在幕後為其他歌手（如張惠妹）寫歌，2004年參與鄭秀文新專輯歌曲《多得他》的和聲。
方大同於2005年11月正式發表首張個人專輯《Soulboy》。起初唱片公司採取「聽其聲而不見其人」的宣傳手法，後來他開始參與各大音樂會的演出。2005年5月5日，方大同擔任飛兒樂團拉闊音樂會的開場嘉賓，身穿全白色的服裝，獻唱《春風吹》及《南音》兩首歌，為其歌手事業掀起序幕。
在2006年度叱吒樂壇流行榜頒獎典禮上，因連同另外三位唱作人王菀之、張敬軒、張繼聰合唱，被外界稱為「香港唱作四小強」之一。四人亦分屬好友，曾於多場音樂會中合作。
2007年初，台灣華納唱片引進方大同的第二張專輯《愛愛愛》，沒有任何宣傳，僅憑藉著口耳相傳和專業電台DJ個人喜好播放，方大同尚未到台灣發展前已在台灣已建立起好口碑和專業音樂人（如陶喆）的推薦好評。他的作品特點是將西方的節奏藍調和靈魂樂以華語唱出，大大影響了華語的R&B音樂。方大同的歌曲擁有極佳的節奏感及律動，他的聲音擁有黑人特有的立體感，低沉而溫暖的嗓音自由穿梭在變幻莫測的轉調中。而方大同在和聲、吉他及編曲的造詣也極深。
2007年2月1日至3日，方大同舉行《愛愛愛音樂會》。同年年底，發行第三張國語專輯《未來》正式勇闖台灣市場。方大同在台灣的知名度與日俱增，更在短短的半年後首度提名金曲獎最佳國語男歌手獎。
2008年3月30日至31日，方大同在香港九龍灣Star Hall舉行《方大同未來演唱會》，大受好評。同年4月5日又於台北國際會議中心舉行《方大同未來LIVE Concert》，更吸引不少台灣演藝界的名人到場欣賞。台灣音樂人陳珊妮曾表示：「方大同的音樂是絕對值，他的才華是不可以被比較的，因為他是我心目中華語樂壇最佳全才型男歌手。」
2008年，法國鐘錶及珠寶製造商卡地亞舉辦「How Far Would You Go For Love （页面存档备份，存于）」音樂計畫活動，方大同是唯一受邀的華人歌手，他在活動中發表了新曲《每個人都會》，收錄於年底發行的第四張國語專輯《橙月》。同年亦獲得第10屆韓國MKMF頒獎禮亞洲最佳新星獎。
2009年1月1日，方大同憑《Love Song》的熱播，奪得2008年度叱吒樂壇流行榜頒獎典禮「叱吒樂壇男歌手金獎」、「叱吒樂壇唱作人金獎」及「叱吒樂壇作曲人大獎」，成為該頒獎禮成立以來最年輕、出道時間最短的男歌手金獎得主，以及首個全年只有國語歌上榜而成為金獎得主的男歌手。同一年，為李玟的專輯《CoCo的東西East to West》貢獻並製作了兩首歌曲，李玟稱讚方大同「整個血液裡都是音符」。
2010年9月，過去一年在中港台、東南亞、美加、澳洲等地舉行約三十場演唱會的方大同因氣胸住院，爾後亦不定期數次復發，一定程度影響了其演唱。
2011年連同李健和蕭敬騰登上中央廣播電視總台春節聯歡晚會同台演出。2011年10月22日首次登上可容納萬人的舞台萬事達中心舉辦《15方大同2011北京演唱會》、12月17日於台北小巨蛋舉辦《15方大同2011台北演唱會》。方大同也在此時與蕭敬騰、盧廣仲和林宥嘉被媒體並稱「新生代四小天王」。
2012年1月1日，方大同憑歌曲《好不容易》再奪得2011年度的「叱咤樂壇至尊歌曲大獎」、專輯《15》奪得「叱咤樂壇至尊唱片大獎」，並連同幕後獎項一人在全晚獨得10獎。
在改編翻唱專輯《Timeless 可啦思刻》之後，方大同也開始嘗試實驗其他曲風，如藍調搖滾風格的專輯《15》。而2012年發行的《回到未來》和2014年發行的《危險世界》，更能夠觀察到方大同的音樂欲與國際接軌的轉型變化。

### 自立門戶
方大同於2016年成立自己的獨立音樂廠牌「賦音樂FU MUSIC」，秉持著最高品質的堅持，為音樂人打造一個理想的創作空間，完美地揉合中國與西方文化特色，體現出多元文化的精神。除了賦音樂之外，方大同也同時成立「賦影視FUFILMS」與「賦妙思FUMUSE」，分別致力於影視與詞曲的發展。同年9月，方大同發行自立門戶後的首張專輯《JTW 西遊記》。
2017年，方大同憑《JTW 西遊記》於第28屆金曲獎獲得最佳國語男歌手獎，成為暨張學友及陳奕迅後第三位獲得該獎項的香港男歌手；同時他也是金曲獎歷屆最佳男歌手中首位以評審一輪壓倒性票數通過勝出獲獎的「金曲歌王」。
除了音樂與電影，方大同也於2018年推出第一套『艾美夢遊 Emi the dream catcher』双语儿童绘本系列，包含艾美夢遊系列的三個故事：《金磚的秘密 (The Secret of The Golden Bricks)》、《拯救雪兒 (Saving Snowy)》、《生命之樹 (The Tree of Life)》，和创作主題曲《Catch A Dream》，并再接再厉推出第二套系列《勝者精神 (The Champion Spirit)》，《靈感先生 (Mr Inspiration)》与《以光之名 (The Master of Darkness)》，秉持著母親在兒童教育上提倡的3Q-IQ（智商）、EQ（情商）、VQ（德商）結合為教育核心的理念。方大同希望故事主角艾美能透过她在冒险中展现的真善美和勇气，激发小朋友的同理心、好奇心、想象力以及对社会的关怀和服务，并探索他们与生俱来的本能和潜力。他在當時的一次採訪中說：「我認為這些故事提醒我自己和其他人我們應該注意的事情，為子孫後代創造一個更美好的社會。」在創作過程中，方大同化身为童书作者親力親為參與每個細節，當時花費4年時間設計角色與故事，希望能透過書籍啟發孩子們的思考能力，並傳遞正向的教育理念。
2021年，方大同憑2020年數位EP《宅這》中歌曲《麵麵》獲得第32屆金曲獎最佳單曲製作人獎。

### 患病及逝世
早在2010年，方大同因操勞過度患氣胸而數度住院。2016年，方大同成立個人音樂廠牌後，表示之後會將工作重心更多轉向幕後，不再發佈原創個人專輯。在此之後，其呈現出幾乎半隱退狀態，並且遷居雲南。
2024年9月，方大同发布单曲《我不是农人》，为其在云南置地从事农业之传闻辟谣。10月18日，方大同時隔8年推出新專輯《夢想家 The Dreamer》，其演唱聲線變化引發聽眾關注。方大同發文表示此專輯為“病中專項”，稱專輯先後在生病不同階段在家中錄製完成；又稱身體狀況已有長足改善，但要完全康復尚需時間。方大同在接受中國大陸音樂博主HOPICO訪談時表示，之前一段時間消失主要由生病所致，並非刻意為之。他稱自己大概在2020—2021年時開始生病，加之新冠疫情，患病許久；2022年開始製作專輯，稱“我有點精神的時候，可能就抽個4、5個小時去慢慢做一張專輯出來”。有關聲線變化問題，方大同稱一方面由於年齡增長，另一方面是生病影響自身呼吸機能，導致聲帶不甚靈活，聲音出現變化。這張《夢想家》專輯被視為「這趟特别旅程的回憶錄」，既是挑戰，也是對他當時所處的相當乏味的環境中的一種解脫。然而，透過製作這張專輯，他鼓勵聽眾儘管面臨生活中的挑戰，也不要忘記如何成為夢想家。「我想把我的弱點轉化為優勢，創作一張讓我引以為傲的專輯。」、「我的目標是創作一張能給人帶來安慰的專輯。近年來，在世界的一片混亂中，我從生活簡單瞬間、青春記憶、時光流轉的反思以及那些讓我覺得怪趣事物中獲得啟發而創作的歌曲之過程中找到了安寧。」方大同說。
2025年2月13日，方大同發佈最後一條微博動態，為情人節發佈的《那沙漠裏的水》MV做宣傳。3月1日，方大同個人音樂廠牌「賦音樂FU MUSIC」發表聲明，透露他已於2025年2月21日早晨離世，時年41歲。聲明中提到，方大同過去五年以積極態度面對病痛，最終平靜離世。其後，雲南省大理市殯儀館證實方大同葬禮在3月1日於大理市殯儀館舉辦，隨後在當地火化。
方大同留下以下給樂迷的話語，鼓勵大家擁抱生活的挑戰，堅持自己的夢想：「時間不等人，隨著年齡的增長，更能深入理解時間的現實與虛幻。生活給我們帶來了各種各樣的轉折和挑戰，但我認為我們的目標之一應該是以雅緻得體的態度去走完生命之路。」
他又寫：「在我人生中的這個特別時刻，萬事停滯不前，給予了我充分的時間去反思過去、認真思考眼前的一切，並幻想未來。《夢想家》（The Dreamer）這個名字象徵著，即使面對疾病和人生的種種挑戰，我依然在這裡，充滿了創造的意境和滿懷的夢想。”

## 個人生活
方大同信奉主張世界大同的巴哈伊教（舊稱「大同教」），對他的人生觀和創作理念有深遠影響。在音樂創作路上一直传播大爱、團結与世界和平。並致力於透過音樂創作跨越文化，流派和語言，消除他認為不必要的一切分歧。雖然方大同的外公不是巴哈伊信徒，但是很喜歡這種宗教的中心思想，故以此宗教為他命名。
方大同生活極度自律，滴酒不沾、不抽煙。他是奶蛋素食者，自幼素食，並二度被亞洲善待動物組織授予“亚洲最性感素食男艺人”的称号。

## 音樂作品

### 個人專輯
| 專輯名稱                                        | 唱片公司                 | 發行日期       |
| ----------------------------------------------- | ------------------------ | -------------- |
| Soulboy                                         | 華納唱片                 | 2005年11月18日 |
| 愛愛愛                                          | 華納唱片                 | 2006年12月29日 |
| This Love Live 2007（現場實況專輯）             | 華納唱片                 | 2007年8月23日  |
| 未來 Wonderland                                 | 華納唱片                 | 2007年12月28日 |
| 橙月                                            | 華納唱片                 | 2008年12月19日 |
| Timeless 可啦思刻                               | 華納唱片                 | 2009年8月11日  |
| Timeless 演唱會Live專輯（現場實況專輯）         | 華納唱片                 | 2009年11月27日 |
| Khalil Timeless Live in HK 2009（現場實況專輯） | 華納唱片                 | 2010年1月28日  |
| 15                                              | 華納唱片                 | 2011年4月21日  |
| 15 香港演唱會2011（現場實況專輯）               | 華納唱片                 | 2011年12月23日 |
| 回到未來 Back To Wonderland                     | 華納唱片                 | 2012年12月12日 |
| The SOULBOY Collection（精選輯）                | 華納唱片                 | 2013年11月26日 |
| 危險世界                                        | 金牌大風                 | 2014年4月11日  |
| JTW 西遊記                                      | 賦音樂 海蝶音樂 太合麥田 | 2016年9月28日  |
| EMI The Dream Catcher #1（數位EP）              | 賦音樂                   | 2018年7月13日  |
| 宅這（數位EP）                                  | 賦音樂                   | 2020年6月19日  |
| 夢想家 The Dreamer                              | 賦音樂                   | 2024年10月18日 |

### 為其他歌手創作的作品
方大同除了為自己創作音樂，也曾為多位華語歌手創作歌曲。詳細列表請見：
- 方大同創作作品列表

## 演出作品

### 廣播劇
- 2006 叱咤903 黃金少年 飾 流浪漢「祿」/大富豪「祿」（特別演出）
- 2006 叱咤903 戀愛樂園 飾 Adrian
- 2006 緣來敲錯門 飾 Khalil
- 2008 馬來西亞988 一千零七天的愛情 飾 方大同
- 2009 叱咤903 最好的時光 二 飾 劉小軍

### 舞台劇
- 2006 903 id Club 森美小儀歌劇團Big Nose 飾 Big nose大樂團團員

### 微電影
- 2011 網易娛樂「明星微電影」《錯覺》 飾 方大同

### 電影
- 2010 戀愛通告 飾 方大同（友情客串）

## 出版書籍
- 2009年7月 《L.I.F.E.》 日閱堂出版社
- 2018年7月 艾美夢遊系列童書《金磚的秘密》、《拯救雪兒》、《生命之樹》
- 2018年X月 艾美夢遊系列童書《勝者精神》

## 榮譽及獎項

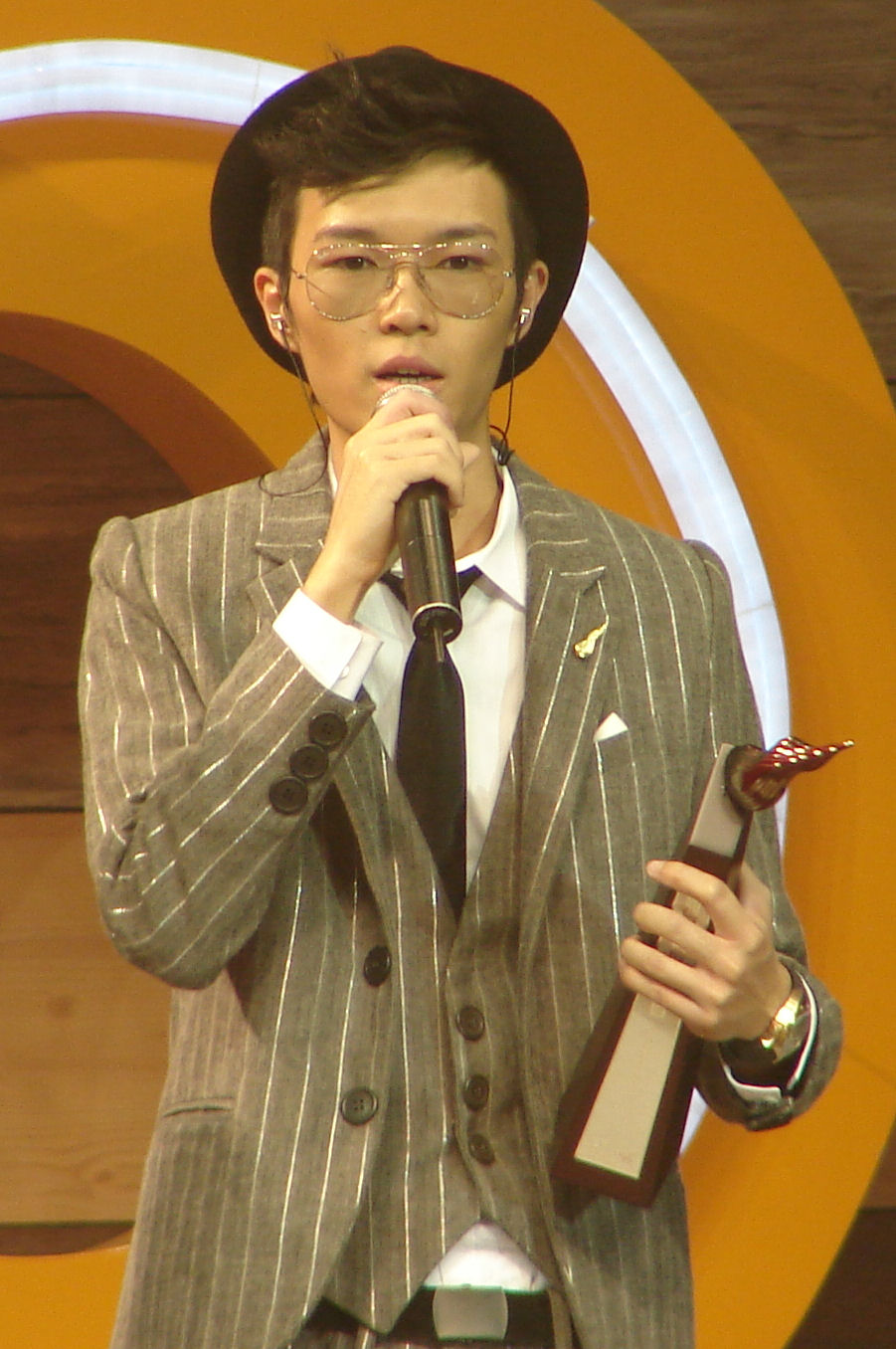
方大同在2006年度叱咤樂壇流行榜頒獎典禮獲獎

## 演唱會及相關演出

### 大型售票演唱會
| 年份   | 日期             | 國家／地區 | 城市   | 場地                            | 演唱會名稱                                                      |
| ------ | ---------------- | ---------- | ------ | ------------------------------- | --------------------------------------------------------------- |
| 2008年 | 3月30日-31日     | 香港       | 香港   | 九龍灣國際展貿中心匯星          | 《方大同未來演唱會 Wonderland Live 2008》                       |
| 2008年 | 4月5日           | 臺灣       | 台北   | 台北國際會議中心                | 《方大同未來演唱會 Wonderland Live 2008》                       |
| 2009年 | 6月5日           | 加拿大     | 多倫多 | Roy Thomson Hall                | 《Khalil Fong Live in Toronto 2009》                            |
| 2009年 | 6月7日           | 加拿大     | 溫哥華 | River Rock Show Casino          | 《Khalil Fong Live in Vancouver 2009》                          |
| 2009年 | 8月27日-29日     | 香港       | 香港   | 香港會議展覽中心Hall 5BC        | 《Timeless Live In Hong Kong 2009》                             |
| 2009年 | 10月10日-11日    | 臺灣       | 台北   | 台大綜合體育館                  | 《Timeless Live In Taipei 2009》                                |
| 2009年 | 11月7日          | 中国大陆   | 上海   | 上海大舞台                      | 《Timeless Live In Shanghai 2009》                              |
| 2010年 | 5月8日           | 中国大陆   | 廣州   | 广州中山纪念堂                  | 《Timeless Live In Guangzhou 2010》                             |
| 2010年 | 5月22日          | 中国大陆   | 杭州   | 杭州體育館                      | 《Timeless Live In Hangzhou 2010》                              |
| 2010年 | 5月29日          | 马来西亚   | 雲頂   | 雲頂雲星劇場                    | 《Timeless Live In Malaysia 2010》                              |
| 2010年 | 7月23日          | 中国大陆   | 北京   | 北京展覽館劇場                  | 《Timeless Live In Beijing 2010》                               |
| 2010年 | 8月4日           | 新西兰     | 奧克蘭 | Telstra Pacific Events Centre   | 《Khalil Fong Live in New Zealand 2010》                        |
| 2010年 | 11月13日         | 中国大陆   | 上海   | 上海大舞台                      | 《Timeless Live In Shanghai 2010》                              |
| 2011年 | 8月25日-8月27日  | 香港       | 香港   | 香港會議展覽中心Hall 5BC        | 《15方大同Khalil Fong Live in Hong Kong 2011》                  |
| 2011年 | 10月22日         | 中国大陆   | 北京   | 五棵松文化體育中心              | 《15方大同Khalil Fong Live in Beijing 2011》                    |
| 2011年 | 11月19日         | 中国大陆   | 上海   | 梅赛德斯-奔驰文化中心           | 《15方大同Khalil Fong Live in Shanghai 2011》                   |
| 2011年 | 12月17日         | 臺灣       | 台北   | 台北小巨蛋                      | 《15方大同Khalil Fong Live in Taipei 2011》                     |
| 2011年 | 12月23日         | 中国大陆   | 寧波   | 宁波雅戈尔体育馆                | 《15方大同Khalil Fong中國音樂之旅》                             |
| 2011年 | 12月25日         | 中国大陆   | 常州   | 常州大學體育館                  | 《15方大同Khalil Fong中國音樂之旅》                             |
| 2012年 | 1月13日          | 中国大陆   | 南昌   | 江西省体育馆                    | 《15方大同Khalil Fong中國音樂之旅》                             |
| 2012年 | 2月10日          | 中国大陆   | 福州   | 福州市体育馆                    | 《15方大同Khalil Fong中國音樂之旅》                             |
| 2012年 | 2月12日          | 中国大陆   | 溫州   | 温州体育中心体育馆              | 《15方大同Khalil Fong中國音樂之旅》                             |
| 2012年 | 2月14日          | 中国大陆   | 武漢   | 华中科技大学光谷体育馆          | 《15方大同Khalil Fong中國音樂之旅》                             |
| 2012年 | 3月2日           | 中国大陆   | 南京   | 南京奥林匹克体育中心            | 《15方大同Khalil Fong中國音樂之旅》                             |
| 2012年 | 3月4日           | 中国大陆   | 西安   | 西安城市運動公園體育館          | 《15方大同Khalil Fong中國音樂之旅》                             |
| 2012年 | 7月14日          | 马来西亚   | 雲頂   | 雲頂雲星劇場                    | 《15方大同Khalil Fong Live in Malaysia 2012》                   |
| 2012年 | 9月29日          | 中国大陆   | 廣州   | 廣州國際體育演藝中心            | 《15方大同Khalil Fong Live in Guangzhou 2012》                  |
| 2012年 | 11月3日          | 澳門       | 澳門   | 金光綜藝館                      | 《15方大同Khalil Fong Live in Macau 2012》                      |
| 2013年 | 11月30日-12月2日 | 香港       | 香港   | 香港體育館                      | 《方大同 Soulboy Lights Up 世界巡迴演唱會2013》                 |
| 2014年 | 6月21日          | 中国大陆   | 上海   | 梅赛德斯-奔驰文化中心           | 《方大同 Soulboy Lights Up 世界巡迴演唱會2013》                 |
| 2014年 | 7月12日          | 中国大陆   | 深圳   | 深圳灣體育中心                  | 《方大同 Soulboy Lights Up 世界巡迴演唱會2013》                 |
| 2014年 | 8月9日           | 中国大陆   | 杭州   | 黃龍體育中心                    | 《方大同 Soulboy Lights Up 世界巡迴演唱會2013》                 |
| 2014年 | 8月23日          | 中国大陆   | 北京   | 五棵松文化體育中心              | 《方大同 Soulboy Lights Up 世界巡迴演唱會2013》                 |
| 2014年 | 9月13日          | 中国大陆   | 福州   | 福州海峽國際會展中心            | 《方大同 Soulboy Lights Up 世界巡迴演唱會2013》                 |
| 2014年 | 10月4日          | 澳門       | 澳門   | 金光綜藝館                      | 《方大同 Soulboy Lights Up 世界巡迴演唱會2013》                 |
| 2014年 | 10月11日         | 新加坡     | 新加坡 | The Star Performing Arts Centre | 《方大同 Soulboy Lights Up 世界巡迴演唱會2013》                 |
| 2014年 | 10月25日         | 中国大陆   | 武漢   | 华中科技大学光谷体育馆          | 《方大同 Soulboy Lights Up 世界巡迴演唱會2013》                 |
| 2015   | 8月4日-8月5日    | 香港       | 香港   | 香港會議展覽中心Hall 5BC        | 《DCFE 音樂很窮演唱會》                                         |
| 2017   | 7月28日          | 中国大陆   | 武汉   | 湖北剧院                        | 《Live 4 LIVE 尖叫现场·方大同感受音乐Feel The Music Live 2017》 |
| 2017   | 7月30日          | 中国大陆   | 北京   | 五棵松文化體育中心              | 《Live 4 LIVE 尖叫现场·方大同感受音乐Feel The Music Live 2017》 |
| 2017   | 8月11日          | 中国大陆   | 深圳   | 罗湖体育馆                      | 《Live 4 LIVE 尖叫现场·方大同感受音乐Feel The Music Live 2017》 |
| 2017   | 8月13日          | 中国大陆   | 成都   | 东郊记忆·演艺中心               | 《Live 4 LIVE 尖叫现场·方大同感受音乐Feel The Music Live 2017》 |
| 2018年 | 11月3日          | 中国大陆   | 深圳   | 寶安體育中心體育館              | 《方大同TIO靈心之子巡迴演唱會》                                 |
| 2018年 | 11月17日         | 中国大陆   | 南京   | 南京五台山体育馆                | 《方大同TIO靈心之子巡迴演唱會》                                 |
| 2018年 | 11月27日         | 中国大陆   | 上海   | 梅赛德斯-奔驰文化中心           | 《方大同TIO靈心之子巡迴演唱會》                                 |
| 2019年 | 2月16日          | 新加坡     | 新加坡 | Esplanade Concert Hall          | 《方大同TIO靈心之子巡迴演唱會》                                 |
| 2019年 | 3月30日-3月31日  | 香港       | 香港   | 香港體育館                      | 《方大同TIO靈心之子巡迴演唱會》                                 |
| 2019年 | 8月24日          | 臺灣       | 台北   | 台北小巨蛋                      | 《方大同TIO靈心之子巡迴演唱會》                                 |
| 2019年 | 10月18日         | 英国       | 倫敦   | Troxy London                    | 《方大同TIO靈心之子巡迴演唱會》                                 |
| 2019年 | 11月23日         | 中国大陆   | 佛山   | 佛山嶺南明珠體育館              | 《方大同TIO靈心之子巡迴演唱會》                                 |
| 2020年 | 3月7日           | 马来西亚   | 雲頂   | 雲頂雲星劇場                    | 《方大同TIO靈心之子巡迴演唱會》(取消)                           |

### 音樂會及合作演出
| 年份   | 日期          | 名稱                                                           | 合作歌手            |
| ------ | ------------- | -------------------------------------------------------------- | ------------------- |
| 2005年 | 11月25日-26日 | 《大同音樂世界的誕生@now.com.hk》                              |                     |
| 2005年 | 5月18日       | 《愛巨星紅白鬥》                                               |                     |
| 2006   | 4月13日       | 《Moto903新樂潮拜音樂會第二潮                                  | 衛蘭、王菀之        |
| 2006   | 7月22日       | 《LOVE MUSIC MOOV 歌舞會》                                     |                     |
| 2006   | 12月13日      | 《大同音樂世界》                                               | 王菀之              |
| 2007年 | 2月1日-3日    | 《愛愛愛音樂會 This Love Live 2007》                           |                     |
| 2007年 | 3月29日       | 《Nokia音樂有得Talk·903 Music Talkie 音樂會》                  |                     |
| 2007年 | 6月18日       | 《Nokia音樂有得Talk·903 Music Talkie 音樂會II》                |                     |
| 2007年 | 8月23日       | 《Juicy Fruit「頭號人物混合唱」音樂會》                        |                     |
| 2007年 | 12月18日      | 《台灣河岸留言 Khalil Fong & his music showcase》              |                     |
| 2008年 | 1月10日       | 《台北The Wall Live House音樂會》                              |                     |
| 2008年 | 5月4日        | 《903 id club 08拉闊第一場》                                   | 陳奕迅、謝安琪、EO2 |
| 2008年 | 12月19日      | 《藍妹啤酒呈獻 新城Merry Blue Christmas音樂會》                |                     |
| 2008年 | 12月27日-28日 | 《【橙月 ORANGE MOON】誠品巡迴音樂會》                         |                     |
| 2009年 | 1月24日       | 《【橙月 ORANGE MOON】誠品巡迴音樂會》                         |                     |
| 2009年 | 3月15日       | 《新城唱好極品男聲音樂會》                                     | 曹格、林俊傑        |
| 2009年 | 4月3日        | 《方大同“橙月Orange Moon”慈善音樂會》                          |                     |
| 2009年 | 5月29日       | 《MANHATTAN id 信用卡 903 id club【拉闊音樂會】》              | 張敬軒              |
| 2009年 | 8月16日       | 《台灣河岸留言 Timeless可啦思刻 Showcase》                     |                     |
| 2010年 | 3月27日       | 《香港2010國際無伴奏音樂盛典》                                 |                     |
| 2010年 | 3月29日       | 《新城音樂型人Shining Live》                                   |                     |
| 2010年 | 4月18日       | 《方大同、薛凱琪 Awesome 演唱會 三藩市站》                     | 薛凱琪              |
| 2010年 | 4月24日       | 《方大同、薛凱琪 Awesome 演唱會 洛杉磯站》                     | 薛凱琪              |
| 2010年 | 6月20日       | 《新城唱好極品好男聲音樂會》                                   | 蕭敬騰              |
| 2010年 | 8月6日        | 《Khalil Fong & Fiona Sit Live in Australia 2010 (Sydney)》    | 薛凱琪              |
| 2010年 | 8月7日        | 《Khalil Fong & Fiona Sit Live in Australia 2010 (Adelaide)》  | 薛凱琪              |
| 2010年 | 8月8日        | 《Khalil Fong & Fiona Sit Live in Australia 2010 (Melbourne)》 | 薛凱琪              |
| 2010年 | 11月23日      | 《903 id club【拉闊音樂會】》                                  | 王菀之、蘇打綠      |
| 2011年 | 3月28日       | 《RTHK「騷動音樂」音樂會》                                     | 薛凱琪、G.E.M.      |
| 2011年 | 6月3日        | 《Moov Live 2011》                                             |                     |
| 2011年 | 6月10日       | 《Khalil方大同 "15" Live Band 音樂會@新加坡》                  |                     |
| 2012年 | 4月14日       | 《澳門威尼斯人巨星演唱會》                                     |                     |
| 2012年 | 6月12日       | 《方大同 新城唱好大同唱作樂音樂會》                            |                     |
| 2012年 | 11月20日      | 《903 id club【拉闊音樂會】》                                  | 盧凱彤、黃貫中      |
| 2013年 | 1月27日       | 《回到未來音樂會》                                             |                     |
| 2013年 | 7月27日       | 《第一屆香港春浪音樂節》                                       |                     |
| 2016年 | 10月1日       | 《方大同 JTW西遊記 台北新歌首唱會》                            |                     |
| 2016年 | 10月17日      | 《方大同 JTW西遊記 香港新歌首唱會》                            |                     |
| 2018年 | 1月20日       | 《方大同×王詩安Billboard Radio Live In Hong Kong》             | 王詩安              |
| 2018年 | 6月30日       | 《平治BAM音乐会》                                              |                     |
| 2018年 | 9月14日       | 《听·见 乐游邻间音乐会》                                       |                     |
| 2020年 | 9月12日       | 《方大同「以光之明」線上演唱會》                               | 王诗安、孔艺弦      |

## 外部連結
- 官方网站
- 方大同的網易雲音樂主頁 （页面存档备份，存于）
- 方大同世界大同 （页面存档备份，存于）